# 石川博志
石川 博志（いしかわ ひろし、1933年9月7日 - ）は、日本の実業家。関西電力元社長。

## 経歴・人物
大阪府出身。1957年に京都大学経済学部を卒業し、同年に関西電力に入社した。
1987年から取締役を務め、常務、専務、副社長を経て、1999年6月から社長に就任したが、体調不良により、わずか1期で辞任した。2001年6月に取締役相談役を経て、2003年6月に取締役に就任。
関西エネルギー・リサイクル科学研究振興財団代表理事、大阪市青少年活動協会顧問、日本生命財団名誉顧問などを歴任した。